# مضلع متساوي الزوايا

المستطيل هو شكل رباعي متساوي الزوايا.

المضلع المتساوي الزوايا في الهندسة الإقليدية، هوالمضلع الذي تكون رؤوس زواياه متساوية. إذا كان طول الأضلاع أيضاً متساوي (أي إذا كان مضلع متساوي الأضلاع أيضاً)، فهو في هذه الحالة يُسمى مضلع منتظم.

## الخصائص
المثلث المتساوي الزوايا الوحيد (أي المثلث الوحيد الذي تكون زوايه متساوية) هو المثلث المتساوي الأضلاع.
المستطيلات والمربعات هما رباعيات الأضلاع الوحيدة المتساوية الزوايا.
في حالةالمضلع المحدب الذي لديه n-ضلع (أي n تشير إلى عدد أضلاع هذا المحدب) الزاوية الداخلية تساوي
180(1-2/n)°
، وهذه هي مبرهنة المضلع المتساوي الزوايا.
تنص مبرهنة فيفياني فيما يتعلق بالمضلعات المتساوية الزوايا على أن:
مجموع المسافات من نقطة داخلية إلى أي أضلاع مضلع متساوي الزوايا لا تعتمد على موقع النقطة، وهواللامتغير لذلك المضلع.
تُستخدمالوحدة المربعة للمستطيل (شكل رباعي الأضلاع ومتساوي الزوايا) الذي أطوال أضلاعه صحيحة، وتُستخدم وحدة المثلث المتساوي الأضلاع للسداسي المتساوي الزوايا.
الدائرة المحيطة تكون متساوية الزوايا إذا وفقط إذا كانت الأضلاع المتبادلة متساوية (أي يجب أن تكون الأضلاع 1، و3، 5..متساويين والأضلاع 2، 4،..متساويين). ولذلك إذا كان n فردي، الدائرة المحيطة ستكون متساوية الزوايا إذا وفقط إذا كانت منتظمة (أي أضلاعها أيضاً يجب أن تكون متساوية).